# André Gallerani
André Gallerani (en italien Andrea Gallerani) né vers le début du XIIIe siècle et mort en 1251, est un converti et fondateur d'une communauté hospitalière de laïcs au Moyen Âge à Sienne. Il est un bienheureux de l’Église catholique romaine, et fêté le 19 mars.

## Biographie
Fils du noble siennois Ghezzolino Gallerani, il se lance tôt dans la carrière des armes et devient un bon, brave et distingué soldat. Mais le voilà mis au défi par un homme provocant et blasphémateur qu'il tue dans toute l'impétuosité de sa jeunesse. Il est alors exilé de sa ville et connait un changement radical de sensibilité et d'attitude qui l'amène à mener une vie pénitentielle et dévouée aux autres.
À son retour à Sienne, il renonce à ses titres et à ses biens et commence à se consacrer exclusivement aux œuvres de charité. Attirés par son exemple, de nombreux jeunes hommes le rejoignent et, vers 1240, ils fondent avec lui la Maison de la Miséricorde (Casa della Misericordia), un hospice avec une communauté associative de frères laïcs au service des malades dans un esprit de pauvreté.
Il mourut en réputation de sainteté le 19 mars 1251 et fut enterré dans l'église des Dominicains.
Après sa mort, la communauté de laïcs baptisée “Frères de la Miséricorde“ a voulu continuer à fonctionner selon des normes mêlant l'exemple des frères Humiliés, des tertiaires des ordres mendiants et de l'association laïque charitable. Ils prévoyaient une vie commune de laïcs célibataires sans toutefois la formulation de vœux explicites, mais en portant un signe distinctif, à savoir un manteau avec une croix et la lettre « M ».

## Reconnaissance de l’Église
La congrégation qu'il a fondé est reconnue dès juin 1251, mais ne va continuer que jusqu'en 1304.
En 1274, l'évêque Bandino Bonci accorde des indulgences à ceux qui visitent sa tombe le lundi de Pâques correspondant au lendemain du jour de sa mort. Cette décision est plus tard approuvée et reconduite par le pape Pie V (1504-1572), et elle est toujours en vigueur aujourd'hui.
Même si sa dévotion a toujours été profondément vivante dans sa ville, André Gallerani n'est béatifié qu'en 1798 par le pape Paul VI alors en exil à Sienne.
Ses reliques se trouvent dans une châsse placée dans une chapelle de la basilique San Domenico (Saint-Dominique) de Sienne, où se trouve aussi le tableau de l’Apparition de la Sainte Vierge au bienheureux Gallerani, peint par Stefano Volpi en 1630. Cette même basilique abrite aussi des reliques de sainte Catherine de Sienne.